# ميريت جاي ريد
ميريت جاي ريد (بالإنجليزية: Merritt J. Reid)‏ هو مهندس معماري أمريكي، ولد في 1855، وتوفي في 1932.